# Sentier de Montempoivre
Le sentier de Montempoivre est une voie du 12e arrondissement de Paris située dans le quartier du Bel-Air. Il ne doit pas être confondu avec la rue de Montempoivre.

## Situation et accès
Le sentier de Montempoivre est accessible par la ligne 6 du métro à la station Bel-Air.

## Origine du nom
Le sentier tient son nom, comme la rue de Montempoivre, d'un lieu-dit.

## Historique
Le sentier de Montempoivre est un ancien sentier rural de la ville de Saint-Mandé, déjà présent sur les cartes datant de 1730, incorporé à Paris lors du rattachement d'une grande partie du terrain de la commune à la capitale.
La partie orientale devient la rue de Montempoivre.
En 1932, le tronçon compris entre la rue de Toul et l'avenue du Général-Michel-Bizot prend le nom de « rue Messidor ». La partie restante garde le nom de sentier, bien qu'aujourd'hui ce soit une réelle rue avec une voie de circulation.